# ドイツ国鉄06形蒸気機関車
ドイツ国鉄06形蒸気機関車は、ドイツ国営鉄道（DRB）急行列車向けの蒸気機関車であり、ドイツで唯一の4-8-4車輪配置（先輪2軸、動輪4軸、従輪2軸）の蒸気機関車であった。

## 歴史
06形蒸気機関車は、丘陵地帯で運行される急行列車の牽引する用途として、1939年に、クルップ社によって2両製造され、ドイツ国営鉄道での最大、最重量、最強の機関車だった。性能要件として、毎時120キロメートルの速度で650トンの輸送量があり、そして1：100の勾配時でも毎時60キロを維持することができることであった。
06形蒸気機関車は、45形蒸気機関車と同じボイラーであり、多くの構成要素は41形蒸気機関車と同じであった。動輪は4軸であり、ホイールベースは6.75メートルあった。
走行試験では、その驚くべき能力と性能を示した。しかし、機関車は、待避線の急カーブで脱線する傾向があった。さらに、45形蒸気機関車のようなボイラーの割れ、チューブの漏れ、ボルトが抜ける問題が生じた。そのため、測定車両や定期列車を牽引していたのか疑わしい。
第二次世界大戦後、このサイズの機関車の必要性がなくなり、機関車の構造への改良も、増車もされなかった。1951年にフランクフルト・アム・マインにてドイツ連邦鉄道から引退し、廃棄された。

## 文献
- Horst J. Obermayer (1995), "Dampflokomotiven", Deutsche Eisenbahnen (ドイツ語), Augsburg: Weltbild Verlag, p. 38, ISBN 3-89350-819-8。
- Chronik der Eisenbahn (ドイツ語), Königswinter: HEEL Verlag, 2005, pp. 382ff, ISBN 3-89880-413-5。